# Lindenstraße 5 (Gernrode)

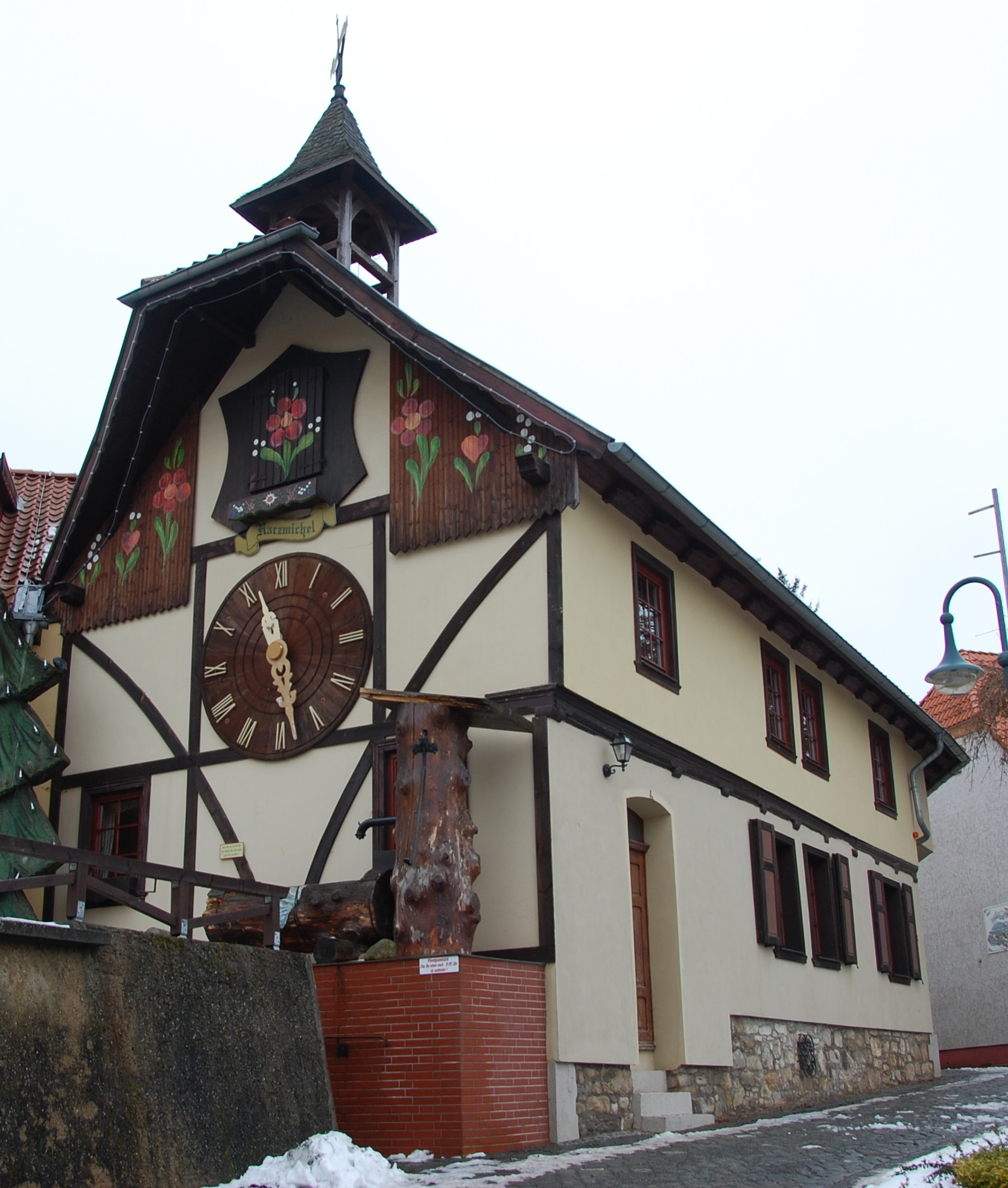
Haus Lindenstraße 5

Das Haus Lindenstraße 5 ist ein denkmalgeschütztes Gebäude in dem zur Stadt Quedlinburg in Sachsen-Anhalt gehörenden Ortsteil Stadt Gernrode und gehört zum Gelände der Harzer Uhrenfabrik. Bekannt ist das Haus für die in die Nordostfassade integrierte große Kuckucksuhr Harzmichel.

## Lage
Das Haus befindet sich in der Gernröder Altstadt auf der Südseite der Lindenstraße und ist im örtlichen Denkmalverzeichnis als Wohnhaus eingetragen.

## Architektur und Geschichte
Das zweigeschossige Fachwerkhaus entstand in der Zeit um 1700. Das Erdgeschoss ist in massiver Bauweise ausgeführt. Die Fenster sind asymmetrisch angeordnet. Sowohl die Füllhölzer als auch die Stockschwelle sind profiliert, die Balkenköpfe abgerundet. Bedeckt wird das Gebäude von einem Krüppelwalmdach. Im 19. Jahrhundert wurde das Haus umgebaut. Anfang des 21. Jahrhunderts war das Haus verputzt.
Am 29. März 1997 wurde durch die Harzer Uhrenfabrik eine in der nordöstlichen Fassade integrierte Kuckucksuhr eingeweiht. Die Uhr hat eine Höhe von 14,50 Metern und eine Breite von 7 Metern, der Durchmesser des Ziffernblattes beträgt 2,20. Von 8.00 Uhr bis 19.00 Uhr kommt alle 15 Minuten ein großer Vogel aus seiner Tür. Ziel war die Eintragung der Uhr als größte Kuckucksuhr der Welt im Guinness-Buch der Rekorde. Dafür sollte die in Triberg im Schwarzwald befindliche Kuckucksuhr in der Größe übertroffen werden. Deren Größe wurde mit 14 Metern angegeben. Nach Fertigstellung der Uhr in Gernrode ergab sich, dass die Triberger Uhr tatsächlich 15,30 Meter misst und damit der Rekordversuch in Gernrode gescheitert war. Die Uhr wird seitdem als die größte Kuckucksuhr der Welt außerhalb des Schwarzwalds beworben. Eine in der Nähe der Uhr befindliche Tafel erläutert die Geschichte.
Am 6. Oktober 2007 erhielt die Kuckucksuhr zu ihrem 10. Jubiläum den Namen Harzmichel.